# Микроядро
Микроядрото е основата на минимална по размер компютърна операционна система, която в най-чистата си форма не предлага никакви операционни услуги. В основата си, тя предлага само механизмите за имплементиране на такива услуги.